# Kowalówka (Dobra)
Kowalówka – część wsi Dobra w Polsce, położona w województwie małopolskim, w powiecie limanowskim, w gminie Dobra.
W latach 1975–1998 Kowalówka administracyjnie należała do województwa nowosądeckiego.